# Веерная матрица

Пример: структура отношений между физическим, химическим, генетическим и физиологическим уровнями организации исследований

Веерная матрица — таблицы, используемые в методологии, семиотике, теории классификаций для описания таксономий и онтологий. Введены в научную практику С. Г. Кордонским в 1977 году., название предложено С. В. Чебановым в 1987 году.
В веерных матрицах по горизонтали стоят понятия (например, неживое, живое, обладающее психикой), по вертикали — соответствующие прилагательные соответственно — физический, химический, психологический), а на пересечении оказываются получившиеся из пары существиетельное-прилагательное понятия (биофизика — физический подход к живому).

## Свойства веерных матриц
Веерные матрицы обладают рядом полезных свойств:
1. Число осей можно увеличивать и разворачивать как веер, получая многомерные таблицы;
2. Каждую клетку (столбец, строку) можно развернуть в аналогичную таблицу (свойство автомодельности);
3. Таблица сохраняет семантику независимо от дробности градации осей;
4. Строки, столбцы, диагонали (главная и побочная) имеют содержательную трактовку.

## Отличительные признаки
Существует большое количество видов матриц, но веерными можно считать те, которые удовлетворяют следующим критериям:
1. они обладают уровневой структурой то есть дают возможность представления фрагмента реальности как совокупности уровней организации (структуры, функционирования, управления);
2. они включают социальную (профессиональную) дифференциацию специалистов по уровням организации (структуры, функционирования, управления), формирующим матрицу;
3. понятия, включенные в матрицу, однозначно соотносятся с реальной областью знания или управления;
4. понятия должно быть амбивалентными, то есть иметь природу (принадлежать к уровню организации, структуры, функционирования, управления) и, в то же время, быть объектом строго специализированного вида исследования (или управления), по названию не совпадающего с уровнем организации;
5. матрицы дают возможность рассматривать каждое понятие (из формирующих тело таблицы) как уровень организации (структуры, управления, функционирования) производной веерной матрицы;
6. веерные матрицы предметно ограничены, то есть область их интерпретации не может выходить за пределы, ограниченные взятыми уровнями организации (структуры, управления, функционирования).

## Применение веерных матриц
Веерные матрицы позволяют:
1. строить онтологии научных и вненаучных картин мира;
2. предсказывать существование понятий (объектов, феноменов) как объективаций отношений между уровнями организации и исследователями;
3. генерировать производные (частные) картины мира, исходя из базовой картины мира (предметной онтологии);
4. моделировать (задавать наборами признаков) структуры таксонов разного уровня, в том числе и таксонов ранга царства природы;
5. моделировать отношения между таксонами ранга царств природы (симбиозы, метаморфозы, паразитизм и др.);
6. строить предметные онтологии (онтологии картин мира), редуцируя не необходимые для решения конкретной задачи уровни организации;
7. операционально представлять (решать) так называемые парадоксы принадлежности;

Веерность матриц проявляется в том, что её фрагменты, взятые по определенным правилам, развертываются в производные от первоначальной таблицы онтологические структуры, сохраняющие её логику.